# الجبهة الحديدة

استخدمت الجبهة الحديدية الأسهم الثلاثة لتشويه الصليب المعقوف النازي.

الجبهة الحديدية ((بالألمانية: Eiserne Front)‏) كانت منظمة شبه عسكرية ألمانية خلال حقبة جمهورية فايمار وتكونت من أعضاء مختلفين من الاشتراكيين الديمقراطيين والنقابيين والليبراليين. كان هدفها الرئيسي هو الدفاع عن الديمقراطية الليبرالية ضد الإيديولوجيات الشمولية في الأحزاب اليمينية واليسارية المتطرفة. عارضت الجبهة الحديدية بشكل رئيسي كتيبة العاصفة الشبه عسكرية Sturmabteilung (SA) للحزب النازي وجناح «ضد الفاشية» Antifaschistische Aktion للحزب الشيوعي الألماني المعروفة بمختصر (أنتيفا) 
كانت الجبهة مستقلة بشكل رسمي، وكانت مرتبطة ارتباطًا وثيقًا بالحزب الاشتراكي الديمقراطي لألمانيا (SPD). أصبح شعار الأسهم الثلاثة (The three arrows)، المصمم في الأصل للجبهة الحديدية، رمزًا ديمقراطيًا اجتماعيًا معروفًا يمثل المقاومة ضد الملكية والنازية والماركسية اللينينية خلال الانتخابات البرلمانية في نوفمبر 1932. تم تبني الأسهم الثلاثة فيما بعد من قبل الحزب الاشتراكي الديمقراطي نفسه.

## تاريخ الجبهة
شٌكلت الجبهة الحديدية في 16 ديسمبر 1931 في جمهورية فايمار من قبل الحزب الديمقراطي الاجتماعي (SPD)، جنبًا إلى جنب مع عدة منظمات ونوادي رياضية عمالية. عارضت الجبهة الحديدية بشكل رئيسي المنظمات شبه العسكرية التابعة لحزب العمال الألماني الاشتراكي الوطني الفاشي (NSDAP) والحزب الشيوعي الألماني (KPD).

### المواجهة
كان هدفها الأولي هو مواجهة جبهة هارتسبورغ اليمينية حيث سعت المنظمة إلى إشراك منظمة الراية الإمبراطورية القديمة، ومنظمة الشباب SPD، والجماعات العمالية والليبرالية كجبهة موحدة، فحشد الحزب الاشتراكي الديمقراطي قواه من أجل الجبهة الحديدية، ونظم مظاهرات حاشدة، وسلح نفسه، وقاتل كتائب العاصفة النازية وجناح ضد الفاشية «أنتيفا» الشيوعية في الشوارع. كان هذا في الواقع أكثر مما أراده قادة الحزب الاشتراكي الديمقراطي، لكن عمال الحزب الاشتراكي الديمقراطي أصبحوا متشددين بشكل متزايد في مقاومتهم للحركات الاستبدادية والشمولية التي تهدد جمهورية فايمار.
كان الحزب الشيوعي الألماني ينظر إلى الجبهة الحديدية على أنها منظمة إرهابية معادية للشيوعية ووصفها بأنها «منظمة إرهابية اجتماعية فاشية»، كما تم اعتبار الحزب الاشتراكي الديمقراطي على أنه الخصم الرئيسي للحزب الشيوعي الألماني. رداً على تشكيل الجبهة الحديدية، أسس الحزب الشيوعي الألماني جناحه الناشط، Antifaschistische Aktion (أنتيفا)، والذي عارض الحزب الديمقراطي الاجتماعي SPD والفاشي NSDAP.
في 30 يناير 1933، وهو اليوم الذي تم فيه تعيين هتلر مستشارًا، طلب الحزب الشيوعي الألماني من الجبهة الحديدية، والحزب الاشتراكي الديمقراطي، والاتحاد العام لنقابات العمال ومنظماتهم، وعدد آخر من المنظمات إعلان إضراب عام ضد هتلر. رفضت الجبهة الحديدية هذا الطلب، وأصدرت دعوة في 2 فبراير إلى «جميع رفاق الرايخسبانر والجبهة الحديدية»، محذرة من المشاركة في «أعمال جامحة ينظمها أشخاص غير مسؤولين»، وحثت الأعضاء على «تحويل كل أحداث الجبهة الحديدية إلى تجمعات قوية من اجل الحرية».
في 3 مارس، خططت الجبهة الحديدية لمسيرة في كاسل، لكن تم إعاقتها من قبل الشرطة. في 2 مايو، تم إلغاء جميع النقابات العمالية، التي كانت الجبهة الحديدية متحالفة معها بشكل وثيق، إلى جانب جميع الهياكل النقابية. استمرت بعض الفروع المحلية للجبهة الحديدية والمنظمات النقابية السابقة في المقاومة وذلك خلال السنوات التي سبقت الحرب العالمية الثانية وفي بعض الحالات خلال فترة الحرب وذلك في الغالب من خلال نشر المنشورات وتنظيم اجتماعات سرية وتنفيذ أعمال التخريب التي تستهدف النازية.

علم الحزب النازي وعليه الأسهم الثلاثة (رمز الجبهة الحديدية) ، كما يظهر في الصور التاريخية

### الشعار
تم تصميم شعارها، الأسهم الثلاثة (التي تشير إلى الجنوب الغربي) من قبل سيرجي تشاخوتين، المساعد السابق لعالم وظائف الأعضاء إيفان بافلوف في عام 1931.   تم تصميمها بحيث تكون قادرة على تغطية الصليب المعقوف النازي بسهولة، وقد تم تفسير معنى الأسهم الثلاثة بشكل مختلف. تقول جمعية الرايخسبانر الحالية إن سهام الشعار تمثل الحزب الاشتراكي الديمقراطي، والنقابات العمالية، و Reichsbanner Schwarz-Rot-Gold، بالإضافة إلى القوة السياسية والاقتصادية والمادية للطبقة العاملة. تم استخدام الرمز في ملصق انتخاب الرايخستاغ في نوفمبر 1932 للحزب الاشتراكي الديمقراطي لتمثيل معارضة الحزب النازي والحزب الشيوعي وحزب الوسط الممثل بالجناح الملكي.
علق كارل هولترمان، رئيس الرايخسبانر، حول تشكيلها قائلاً: «سيكون عام 1932 عامنا، عام انتصار الجمهورية على معارضيها. ليس يومًا واحدًا ولا ساعة أخرى نريد أن نبقى في موقف دفاعي. نحن نهاجم! هجوم على الخط كله! يجب أن نكون جزءًا من الهجوم العام. اليوم ندعو - غدا نضرب!» 

## الإرث
أصبحت الأسهم الثلاثة رمزًا للمقاومة الديمقراطية الاجتماعية ضد الإيديولوجيات الشمولية للنازية واشتراكية الدولة السوفيتية.  في الآونة الأخيرة، تم تخصيص الرمز من قبل الحركات الأمريكية المناهضة للفاشية، إلى جانب الأعلام المشتقة تاريخيًا من Antifaschistische Aktion «أنتيفا» التابع للحزب الشيوعي الألماني.
تم تبني علم الجبهة الحديدية من قبل أنصار فريق MLS Portland Timbers بكرة القدم وكثيرًا ما يتم رؤيته في مبارياتهم. حظرت رابطة الدوري الأمريكي لكرة القدم العلم في عام 2019 كجزء من حملة على «الرموز السياسية»، ثم تراجعت عن الحظر بعد عدة أسابيع.

## الحواشي
1. ↑  Harsch، Donna (2009). The Iron Front: Weimar Social Democracy between Tradition and Modernity (ط. 1). Berghahn Books. ص. 251–274. ISBN:978-1-57181-120-2. JSTOR:j.ctt9qcp9v. {{استشهاد بكتاب}}: |عمل= تُجوهل (مساعدة)
2. ↑  Potthoff، Heinrich؛ Faulenbach، Bernd (1998). Sozialdemokraten und Kommunisten nach Nationalsozialismus und Krieg: zur historischen Einordnung der Zwangsvereinigung. Klartext. ص. 27.
3. ↑  Andreas Linhardt (2006). Die Technische Nothilfe in der Weimarer Republik. Dissertation: Braunschweig University of Technology. p. 667. (ردمك 978-3-8334-4889-8). Retrieved 6 August 2011 باللغة الألمانية. نسخة محفوظة 2021-11-13 على موقع واي باك مشين.
4. ↑  Siegfried Lokatis: Der rote Faden. Kommunistische Parteigeschichte und Zensur unter Walter Ulbricht. Böhlau Verlag, Köln 2003, (ردمك 3-412-04603-5) (Zeithistorische Studien series, vol. 25), p. 60|quote=Thälmann hatte die SPD als „Hilfspolizei für den Faschismus“, als „verräterische und volksfeindliche Partei“, ihre Führer als „berufsmäßige Arbeiterverräter“, „Kapitalsknechte“ und „Todfeinde des Sozialismus“, die Eiserne Front als „Terrororganisation des Sozialfaschismus“ beschimpft und die „Liquidierung der SAJ als Massenorganisation“ gefordert. [Thälmann had insulted the SPD as "auxiliary police for fascism" and a "treacherous and anti-people party", its leaders as "professional traitors", "servants of capital", and "mortal enemies of socialism", the Iron Front as a "terrorist organization of social fascism", and declared that the "Liquidation of the SAJ as a mass organization" was required.] نسخة محفوظة 2022-06-16 على موقع واي باك مشين.
5. ↑  Langer، Bernd (2012). 80 Jahre Antifaschistische Aktion (PDF). Göttingen: Verein zur Förderung antifaschistischer Kultur. مؤرشف من الأصل (PDF) في 2022-04-27.
6. ↑  Hessischer Volksfreund 2.2.1933, In: VVN-BdA, Das Jahr 1933, https://dasjahr1933.de/eiserne-front-und-reichsbanner-warnen-vor-wilden-aktionen-2-februar-1933/ نسخة محفوظة 2022-01-15 على موقع واي باك مشين.
7. ↑  VVN-BdA, Das Jahr 1933/ نسخة محفوظة 2021-11-15 على موقع واي باك مشين.
8. ↑  Heinz, Stefan, Interview with Gerda Henkel Stiftung, 15 December 2015 نسخة محفوظة 2021-03-04 على موقع واي باك مشين.
9. ↑  Friedrich-Wilhelm Witt (1971). "Die Hamburger Sozialdemokratie in der Weimarer Republik". Unter besonderer Berücksichtigung der Jahre 1929/30 – 1933 ("Hamburg Social Democracy in the Weimar Republic". With special consideration of the years 1929/30 – 1933). Hannover. p. 136.
10. ↑  Sergei Tschachotin (1933). Dreipfeil gegen Hakenkreuz ("Three Arrows Against the Swastika"). Kopenhagen. Book was reviewed by Dieter Rebentisch (1972) in the periodical Archiv für Sozialgeschichte ("Archives for Social History"). No. 12. p. 679–???. ISSN 0066-6505.
11. ↑  Richard Albrecht (January 2005). "Dreipfeil gegen Hakenkreuz" – Symbolkrieg in Deutschland 1932 ("Three Arrows Against the Swastika" – symbol war in Germany 1932". Historical Case-Study in Anti-Nazi-Propaganda Within Germany and Western Europe, 1931-35). نسخة محفوظة 2021-03-12 على موقع واي باك مشين.
12. ↑  "Die Eiserne Front". نسخة محفوظة 7 October 2011 على موقع واي باك مشين. Bundesverband Reichbanner Schwarz-Rot-Gold, Bund Aktiver Demokraten e. V. Retrieved 6 August 2011 باللغة الألمانية.
13. ↑  "SPD poster for 1932 elections". Retrieved 6 August 2011 باللغة الألمانية.
14. ↑  Werner K. Blessing (2003). "Dok. 9 Aufruf des Bundesvorsitzenden Karl Höltermann, Anfang Januar 1932". Bayerische Landeszentrale für Politische Bildungsarbeit. Die Weimarer Republik Band III. Retrieved 6 August 2011 باللغة الألمانية.
15. ↑  Potthoff، Heinrich؛ Faulenbach، Bernd (1998). Sozialdemokraten und Kommunisten nach Nationalsozialismus und Krieg: zur historischen Einordnung der Zwangsvereinigung. Klartext. ص. 27.Potthoff, Heinrich; Faulenbach, Bernd (1998). Sozialdemokraten und Kommunisten nach Nationalsozialismus und Krieg: zur historischen Einordnung der Zwangsvereinigung. Klartext. p. 27.
16. ↑  Friedmann, Sarah (15 Aug 2017). "This Is What The Antifa Flag Symbols Mean". Bustle (بالإنجليزية). Archived from the original on 2022-05-31. Retrieved 2019-04-16.
17. ↑  Rosenberg, Eli (31 Aug 2019). "There is an anti-fascist rebellion brewing in the Pacific Northwest. And soccer is at the center of it". واشنطن بوست (بالإنجليزية). Archived from the original on 2022-04-16. Retrieved 2021-01-07.